# Beetleborgi
Beetleborgi / Beetleborgi Metallix (ang. Big Bad Beetleborgs / Beetleborgs Metallix, 1996–1998) – kanadyjsko-japońsko-amerykański serial dla młodzieży liczący 88 odcinków. Bazuje się na 2 japońskich pierwowzorach z serii Metalowi herosi: Jūkō B-Fighter i B-Fighter Kabuto. W Polsce serial był emitowany przez kanał Fox Kids oraz TV4.

## Historia
Dwoje rodzeństwa - Drew i Jo oraz ich przyjaciel Magic zaczytani w komiksach z serii Beetleborgi chcieli zostać nimi naprawdę. W tym celu przenieśli się do komiksu. Znaleźli organy, w których siedział śmieszny duch, Flabber. Dał im supermoce, a przy okazji zamienił w Beetleborgi.

## Bohaterowie

### Beetleborgi
Niebieski Beetleborg / Mega Niebieski Beetleborg / Złoty Beetleborg / Mega Spectra Złoty Beetleborg
- Imię: Andrew „Drew” McCormick
- Model zbroi: Rohatyniec Nosorożec
- Broń: Soniczny Laser, Pulszabla, Ostrze Żuka, Świder Żuka, Laser Gromu, Data Laser, Metalowa Lanca, Laser Astralny, Miecz Astralny
- Ekwipunek: Żukozmieniacz, Datazmieniacz
- Moc: Telekineza
- Machiny: Niebieski AV, Złoty BV, Roboborg, Sector Motor

Drew jest bardzo lubiany w szkole. Jego pasją jest czytanie komiksów. Ma 13 lat.
Zielony Beetleborg (przypomina Gerroka z Mechanicznego Imperium)/ Tytanowy Beetleborg / Mega Spectra Tytanowy Beetleborg
- Imię: Roland „Magik” Williams
- Model zbroi: Jelonek Rogacz
- Broń: Soniczny Laser, Pulszabla, Hak Żuka, Data Laser, Metalowy Chwytacz, Dekoder Astralny, Topór Astralny
- Ekwipunek: Żukozmieniacz, Datazmieniacz
- Moc: Superszybkość
- Machiny: Zielony AV, Tytanowy BV, Boron, Sector Motor

Syn szefa sklepu z komiksami. Ma 15 lat.
Czerwony Beetleborg / Różowy Beetleborg / Mega Spectra Różowy Beetleborg
- Imię: Josephine „Jo” McCormick
- Model zbroi: Tęczowy Żuk, Biedronka
- Broń: Soniczny Laser, Pulszabla, Laser Żuka, Data Laser, Metalowy Kij, Wibrator Astralny
- Ekwipunek: Żukozmieniacz, Datazmieniacz
- Moc: Supersiła
- Machiny: Czerwony AV, Różowy BV, Sector Motor

Siostra Drew. Jej pasją są komiksy i karty z bohaterami komiksów. Ma 9 lat.
Białyborg
- Imię: Josh Baldwin
- Model zbroi: Żuk Herakles
- Broń: Promień Borga
- Ekwipunek: Żukozmieniacz
- Moc: Niewidzialność

Josh został czwartym, Białym Beetleborgiem, tworem Cienioborga. Kiedy Cienioborg został zniszczony przez Drew, Josh pozbył się mocy i odszedł z drużyny. Wiecznie kłóci się z Drew, chociaż czasami się godzą. Ma 14 lat.

### Przyjaciele
- Flabber – zabawny duch. Dał trójce moce Beetleborgów. Może ich wzywać do swojego domu np. przez pojawienie się jego głowy w puszce po napoju.
- Wolfgang „Wiluś” Smith – Wiluś to wilkołak. Tylko Fangula umie przetłumaczyć, co on mówi.
- Frankenbeans „Franek” – jest Frankensteinem. Franek ma bardzo głęboki głos.
- Mumek – mumia z Egiptu.
- Duszek – siostrzyczka Flabbera. Pojawiła się w 2 serii.
- Hrabia Fangula – wampir. Umie się zmieniać w nietoperza.
- Arthur „Art” Fortunes – twórca Beetleborgów, Astralborgów i wrogów (oprócz Lesa Fortunesa). Zaprzyjaźniony z Flabberem.
- Aoron-Tata Rolanda.
- Nano-Babcia Rolanda.
- Astralborgi – pojawiają się w 2 serii. Stworzeni przez Arta, kiedy ten był w wieku Drew.
  - Smokoborg – uzbrojony w Laser Astralny, który dał Drew. Lider Astralborgów. Kolor: morski. Ma głos podobny do Seana Connery’ego. Jego symbolem jest ważka. Przypomina Stellon z Mechanicznego Imperium
  - Ognioborg – uzbrojony w Wymiatacz Astralny i Dekoder Astralny, który dał Rolandowi. Kolor: purpurowy. Jego symbolem jest świetlik. Przypomina Autonoma z Mechanicznego Imperium
  - Gromoborg – uzbrojony w Szable Astralne, Dźwiękomiotacz Astralny i Wibrator Astralny, który dał Jo. Kolor: pomarańczowy. Jego symbolem jest cykada.
  - Pannoborg – uzbrojona w Bazookę Astralną. Kolor: jasnożółty. Jej symbolem jest motyl. Przypomina Tezzlę z Mechanicznego Imperium

## Przeciwnicy
- Les Fortunes- Zniszczył Big Bad Beetleborgs.Pojawia się w 2 serii.

## Uzbrojenie

### 1 seria
- Żukozmieniacz – transformator Beetleborgów
- Soniczny Laser – pistolet laserowy
- Pulszabla – złoty miecz. Służy do wzywania Gargantisa. Może się łączyć z Sonicznym Laserem w Super Soniczny Laser
- Żukobroń – każdy Beetleborg (oprócz Josha) ma pewną broń: 
  - Ostrze Żuka – miecz trójkątny używany przez Drew.
  - Hak Żuka – szcypce używane przez Rolanda, może łapać wroga.
  - Laser Żuka – używany przez Jo. Wymiata paraliżujące wroga pnącza.
  - Świder Żuka – druga broń Drew. Sama nazwa wskazuje, że to wiertło.
- Laser Gromu – karabin maszynowy dla Drew. Może być używany w trybie Mega Niebieskiego Beetleborga.

### 2 seria
- Datazmieniacz – transformator Beeetleborgów Metallix (w przeciwieństwie do pierwszych aktywowany kartą)
- Datalaser – pistolet laserowy (też zasilany kartą).
- Metalobroń – każdy Beetleborg Metallix ma pewien kij, który zakończony jest ostrzem. 
  - Metalo Lanca – broń Drew.
  - Metalo Chwytacz – broń Rolanda, potrafi chwytać przeciwnika i rzucać nim.
  - Metalo Włócznia – broń Jo.
- Broń Astralna – Astralborgi też posiadają broń, niektóre z nich dali Beetleborgom. 
  - Laser Astralny – broń Smokoborga, laser, Smokoborg dał go Drew.
  - Wymiatacz Astralny – broń Ognioborga, ręczny miotacz ognia lub pocisków.
  - Dekoder Astralny – broń Ognioborga, potrafi lokalizować ciepło, ruch oraz łamie kody. Ognioborg oddał go Rolandowi.
  - Szable Astralne – broń Gromoborga, dwa długie miecze.
  - Dźwiękomiotacz Astralny – broń Gromoborga, umieszczona na jego torsie, wymiata fale dźwiękowe, które niszczą wroga, najsilniejsza broń Astralborgów.
  - Wibrator Astralny – broń Gromoborga, szoker, Gromoborg dał go Jo.
  - Bazooka Astralna – broń Pannoborga, bazooka.
- Miotacz Astralny – kombinacja Datalasera, Wibratora, Laser i Dekodera Astralnego, trzymany przez Drew.
- Miecz Astralny – (patrz: machiny 2 Seria)
- Topór Astralny – (patrz: machiny 2 Seria)

## Machiny

### 1 Seria
Pojazdami Beetleborgów w pierwszej serii są AWy (Atakujące Wehikuły, ang. AV- 
Attack Vehicles) Każdy dzieciak (oprócz Josha) ma AVa.
- Niebieski AV – machina Drew. Przypomina rohatyńca nosorożca. Został zastąpiony przez Złotego BVa. Pojazd lądowy.
- Czerwony AV – machina Jo. Przypomina muchę i poduszkowiec. Zastąpiony w 2 serii przez Różowego BVa. Pojazd powietrzny.
- Zielony Av – machina Rolanda. Przypomina jelonka rogacza. Zastąpiony w 2 serii przez Tytanowego BVa. Pojazd lądowy.

## Wersja polska
Wersja polska: Master Film (I seria), Studio Eurocom (II seria)
Dźwięk: Aneta Michalczyk
Kierownictwo produkcji: Dariusz Falana, Marzena Omen-Wiśniewska

Udział wzięli:
- Aleksandra Rojewska – Jo
- Cezary Kwieciński – Roland
- Jacek Wolszczak – Drew
- Jacek Kopczyński – Hrabia Fangula
- Ryszard Olesiński – 
  - Arthur „Art” Fortunes,
  - Dragon Borg
- Tomasz Bednarek – 
  - Noxic (I seria),
  - Nukus (II seria)
- Artur Kaczmarski – Lester „Les” Fortunes
- Zbigniew Suszyński – Boron
- Jarosław Boberek – Flabber
- Andrzej Ferenc – Mumek
- Robert Tondera – Frankenbeans
- Ryszard Nawrocki – Dragon Borg
- Elżbieta Bednarek – Duszek
- Anna Apostolakis

i inni